# Archäologische Gesellschaft in Hessen
Die Archäologische Gesellschaft in Hessen ist der Interessensverband und Förderer der hessischen Archäologie und Bodendenkmalpflege mit Sitz in Wiesbaden. Die Gesellschaft ist als eingetragener Verein organisiert und hat ca. 1600 Mitglieder (Stand 2008).

## Geschichte
Zu Beginn der 1970er Jahre befand sich die Bodendenkmalpflege in Hessen in einem Zustand, der eine Wahrnehmung ihrer Pflichten kaum noch möglich machte. Personell und finanziell rangierte Hessen bundesweit an letzter Stelle. Der gleichzeitige Bauboom dieser Jahre führte damit zu einem Verlust an Bodendenkmälern. Die Gesellschaft wurde am 20. Juni 1979 auf Initiative des damaligen Landesarchäologen Fritz-Rudolf Herrmann in Frankfurt am Main gegründet. Gründungsmitglieder waren vorwiegend engagierte Bürger aus ganz Hessen, einige von ihnen waren ehrenamtlich archäologisch tätig. Erster Präsident war bis 1991 Landtagspräsident Hans Wagner.

## Zweck und Förderungen

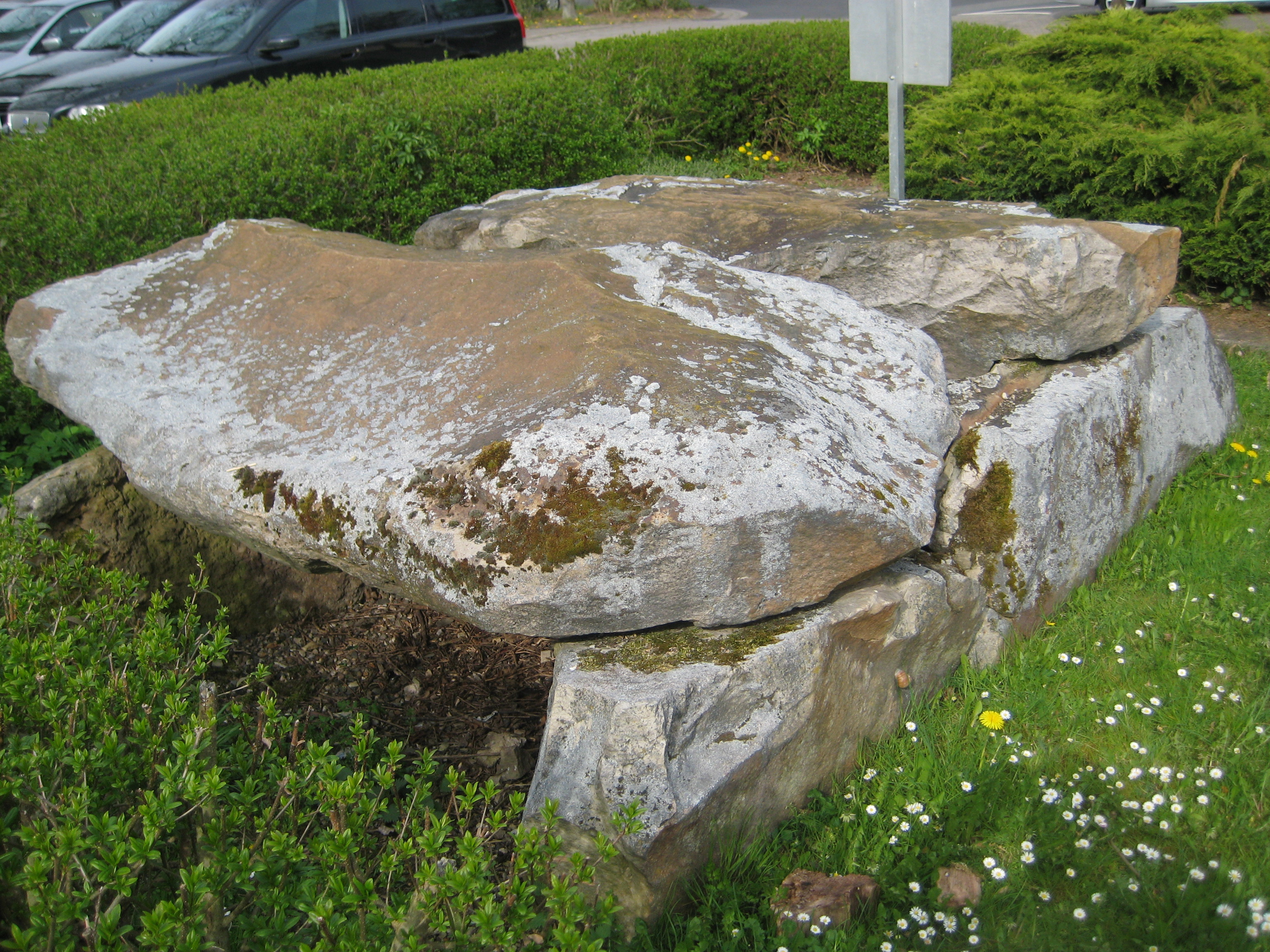
Steinkiste von Calden

Die Archäologische Gesellschaft versteht sich als Förderer der archäologischen und paläontologischen Denkmalpflege und unterstützt die Forschung und Archäologie in Hessen. Sie will zur Rettung und zum Erhalt der Kulturdenkmäler beitragen. Deshalb unterstützt sie wissenschaftliche Ausgrabungen, Publikationen, Restaurierungen und Ausstellungen sowie die staatliche Denkmalpflege.
Die erste bescheidene Förderung erfolgte 1982 für eine Ausgrabung einer fränkischen Befestigungsanlage auf dem Schiffenberg bei Gießen. Zwischen 1988 und 1997 wurde die Ausgrabung des Kleinkastells Holzheimer Unterwald gefördert. Auch die bedeutenden Grabungen am Glauberg wurden 1987–2000 unterstützt, vorwiegend wurden spezielle Geräte zur Restaurierung finanziert. Kleinere Förderungen gab es unter anderem für das Steinkistengrab von Calden im Landkreis Kassel, das Megalithgrab „Heilige Steine“ bei Lich-Muschenheim und Prospektionen einer mittelalterlichen Dorfstelle bei Gründau im Main-Kinzig-Kreis.

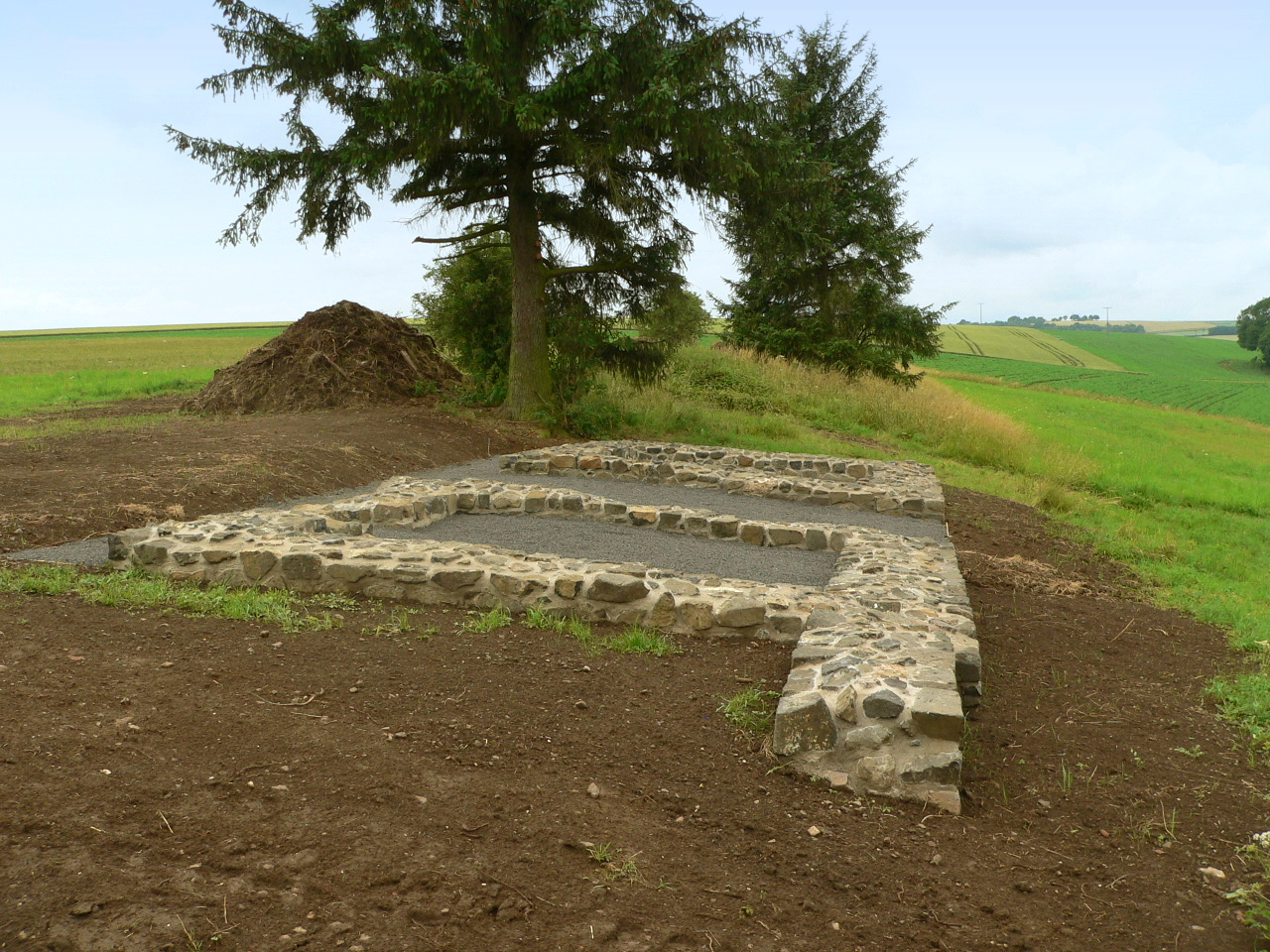
Rekonstruiertes Nordtor des Kastells Arnsburg

Seit 2005 hat die Gesellschaft große Teile des Areals des römischen Kastell Arnsburg erworben und wird die bisher landwirtschaftlich genutzte Fläche nach und nach stilllegen. Hiermit soll vorwiegend die archäologische Substanz eines der letzten nicht überbauten Kastelle am Wetterau-Limes bewahrt werden. Seit 2008 wird mit zerstörungsfreien, geophysikalischen Methoden das Kastell, Vicus, Gräberfeld sowie ein kleines Amphitheater prospektiert.
Die Faltblatt-Reihe Archäologische Denkmäler in Hessen wird ebenfalls von der Gesellschaft gefördert.
Seit 2004 führt die Gesellschaft zusammen mit dem Landesamt für Denkmalpflege Hessen Fortbildungsmaßnahmen für Interessierte und Ehrenamtliche durch, die den Titel „Ehrenamt in der hessenARCHÄOLOGIE“ tragen. Mitglieder haben die Möglichkeit, archäologische Publikationen des Landesamtes für Denkmalpflege zu einem Spezialpreis zu beziehen, und erhalten das Schwerpunktheft Archäologie der Zeitschrift Denkmalpflege und Kulturgeschichte.